# 中国天主教神哲学院
中国天主教神哲学院（简称全国修院）是中国天主教爱国会与中国天主教主教团联合主办的全国性天主教最高学府，位于北京市大兴区兴业大街圣和巷5号。该院是唯一一家由中国天主教主教团直接管理的全国性天主教修院。

## 简介
中国天主教神哲学院于1983年9月建立，1983年9月24日正式开学。建立初期位于柳荫街“一会一团”（中国天主教爱国会与中国天主教主教团）总部大楼第三层。1992年，该学院搬到海淀区厂洼街。2000年，该学院迁到大兴新校址。2006年8月大兴现新校址落成。学院主体建筑包括校园中央的天坛祈年殿式的圣母领报堂，外围正方形的4栋主体大楼：圣若望教学楼、圣雅格伯培训楼、圣伯多禄礼堂、圣若瑟图书馆。
中国天主教神哲学院设本科和培训班，本科为6年制，培训班为1至2年制。本科设宗教课、文化课。学院向全国各教区招收修生。学院自2003年起还开设司铎进修班。2015年6月，学院获得天主教神学学士学位授予资格，这是中国内地神哲学院中第一所获得该资格的学院。2015年6月29日，中国天主教神哲学院2007届修生毕业典礼在圣伯多禄礼堂举行，此次天主教神学学士学位的授予不仅是中国天主教神哲学院第一次，也是中国内地天主教会的第一次。2015年，学院完成了教师职称评审工作。这分别是贯彻国家宗教事务局2012年颁布的宗教院校“两个《办法》”即《宗教院校学位授予办法（试行）》、《宗教院校教师资格认定和职称评审聘任办法（试行）》的措施。

## 历任董事长、院长
中国天主教神哲学院董事长
1. 傅铁山 主教（？－2007年）[8]
2. 房兴耀 主教（2011年8月24日－?）
3. 李山 (主教) （2023年12月12日 -  ） [9]
4. 沈斌  主教 （2023年12月12日 -  ） [9]

中国天主教神哲学院院长
1. 涂世华 主教（1983年－1991年）
2. 宗怀德 主教（1991年－1997年）
3. 刘元仁 主教（1998年－2005年）
4. 陈书杰 神父（2005年－2011年，常务副院长代理）
5. 马英林 主教（2011年－？）
6. 郭金才 主教（2023年12月12日 - ）[9]